# Coulmiers
Coulmiers är en kommun i departementet Loiret i regionen Centre-Val de Loire strax norr Frankrikes mitt. Kommunen ligger i kantonen Meung-sur-Loire som tillhör arrondissementet Orléans. År 2022 hade Coulmiers 565 invånare.

## Befolkningsutveckling
Antalet invånare i kommunen Coulmiers
| Referens: INSEE |